# Engenheiro Beltrão
Engenheiro Beltrão es un municipio brasileño del estado de Paraná.
Fue creado a través de la Ley Estatal n.º 253, del 26 de noviembre de 1955 y separado de Peabiru.

## Geografía
Posee un área de 467,2 km². Se localiza a una latitud 23°47′49″ sur y a una longitud 52°16′8″ oeste, estando a una altitud de 520 metros encima del nivel del mar. Localizado en la región central de Paraná. Su población estimada en 2005 era de 13.713 habitantes.

### Demografía
Datos del censo - 2000
Población Total: 14 082
- Urbana: 11 129
- Rural: 2953
- Hombres: 6968
- Mujeres: 7114

Índice de Desarrollo Humano Municipal (IDH-M): 0,762
- Idh salario: 0,800
- Idh longevidad: 0,831
- Idh educación: 0,956

### Clima
Clima Subtropical Húmedo Mesotérmico, veranos calientes con tendencia de concentración de las lluvias (temperatura media superior a 22 °C), inviernos con heladas poco frecuentes (temperatura media inferior a 18 °C), sin estación de sequía definida.

## Administración
- Prefecto: Elias de Lima (2009/2012)
- Viceprefecto: Euclides Saqueti
- Presidente de la Cámara: Daniel Paro (2011/2012)
- Vicepresidente
- Primer secretario
- Segunda secretaria

La principal actividad económica de la región continúa siendo la agropecuaria. En el sector industrial, merece importancia el crecimiento de la producción de prendas de vestir y la industria de alcohol.